# Test Act
Test Acts (Zákony o přísaze) byly sérií anglických trestních zákonů, které sloužily jako náboženský test zaměstnanců ve veřejných funkcích a ukládaly různá omezení pro římské katolíky a tzv. nonkonformisty, tedy ty protestanty jež vyznávali jinou než anglikánskou víru (puritány, baptisty, presbyteriány, kongregacionalisty, kvakery a další). Základní zásada spočívala v tom, že pouze lidé, kteří jsou členy společenství v zavedené anglikánské církvi jsou způsobilí pro veřejné funkce. Přísné tresty vynesené proti těm, kdo nedodržují či obcházejí toto nařízení, ať už jsou katolíci či jinak nepřizpůsobiví občané, byly potvrzením této zásady. Podobné zákony byly zavedeny ve Skotsku s ohledem na tamní presbyteriánskou církev. V praxi byli náboženští nonkonformisté mnohdy vyviněni, na základě pravidelného vydávání zákonů o omilostnění (Acts of Indemnity). Po roce 1800 bylo dodržování tohoto zákona vymáháno jen zřídka, s výjimkou Oxbridge, kde jinověrci či katolíci nemohli být imatrikulováni (Oxford), tedy zapsáni do úředního seznamu uchazečů o studium na vysoké škole, či nemohli promovat (Cambridge). Nařízení bylo zrušeno v roce 1828.

Znak Spojeného království

## Zákon z roku 1661
Nařízení Jakuba I. Stuarta stanovilo, že všichni naturalizovaní by měli přijímat eucharistii podle pravidel anglikánské církve. Teprve za vlády Karla II.Stuarta se stala eucharistie podle pravidel anglické církve podmínkou pro výkon veřejné funkce. Nejdříve bylo toto nařízení vyhlášeno zákonem o korporacích z roku 1661, který vyžadoval, aby kromě složení přísahy nadřazenosti všichni členové korporací do jednoho roku po zvolení přijali svátost eucharistie podle obřadů anglické církve.

## Test Act 1673
Na tento zákon navázal zákon z roku 1673 pod názvem "An act for preventing dangers which may happen from popish recusants"(Zákon o prevenci nebezpečí, která mohou nastat od papežských recusantů“. Tento zákon přikazoval všem osobám obsazující jakýkoli úřad, civilní i vojenský, povinnost skládat přísahy nadřazenosti a věrnosti a podepsat prohlášení proti transsubstanciaci a také přijmout svátost do tří měsíců po přijetí do úřadu. Přísaha zákona z roku 1673 zněla:
Já, N, prohlašuji, že věřím, že ve svátosti Večeře Páně (eucharistii) v chlebu ani víně není transsubstanciace, ať už před jejím vysvěcení nebo po něm.

Tento zákon byl schválen na parlamentním zasedání, které začalo 4. února 1673 (gregoriánský kalendář), v některých dokumentech je však datován jako 1672 kvůli juliánskému kalendáři, který tehdy v Anglii platil.

## Test Act 1678
Zákon se původně nevztahoval na peery, ale v roce 1678 byl zákon rozšířen o další zákon (30 Car. II. st. 2 [5]), který vyžadoval, aby všichni peerové a členové sněmovny učinili prohlášení proti transsubstanciaci, vzývání svatých a svátosti mše. Důsledkem toho bylo vyloučení katolíků z obou komor, zejména „pěti papežských pánů“ ze Sněmovny lordů. Tato změna byla do značné míry motivována údajným papežským spiknutím. Pánům se tento zásah do jejich členství velmi nelíbil; zdržovali přijetí zákona tak dlouho, jak jen to bylo možné, a podařilo se jim jej velmi oslabit tím, že obsahoval výjimku pro budoucího Jakuba II. Stuarta, vlivného člena katolické šlechty, na kterého byl tento zákon do značné míry zaměřen.

## Skotsko
Ve Skotsku byl zákon o víře vyhlášen bezprostředně po reformaci. Podle zákona z roku 1567 nesměl být nikdo kdo nevyznával kalvinismus jmenován do veřejné funkce ani být notářem. Skotský zákon o náboženském testu byl přijat v roce 1681 a zrušen v roce 1690. Pozdější pokusy o vyloučení Skotska z anglických zákonů o náboženských testech byly parlamentem Skotska odmítnuty. V roce 1707 musel každý, kdo zastával funkci na jakékoli univerzitě, vysoké škole nebo škole ve Skotsku, vyznávat a přihlásit se k vyznání víry. Všechny osoby měly být osvobozeny od jakékoli přísahy nebo zkoušek v rozporu s protestantským náboženstvím a vládou presbyteriánské církve nebo v rozporu s nimi. Přijetí eucharistie nikdy nebylo zkouškou víry ve Skotsku, stejně jako v Anglii a Irsku. Nutnost potvrdit vyznání víry osobami zastávajícími univerzitní úřad byla odstraněna zákonem z roku 1853. Zákon stanovil, že místo potvrzení má každá osoba jmenovaná do univerzitního úřadu podepsat prohlášení podle formuláře uvedeného v zákoně slibující, že nebude učit žádné názory, které jsou v rozporu s božskou autoritou Písma nebo s vyznáním víry, a že nebudou dělat nic na úkor skotské církve ani jejích doktrín a privilegií. Všechny testy byly nakonec zrušeny zákonem z roku 1889 (52 a 53 Vict. C. 55).

## Zrušení
Povinnost přijetí svátosti jako kvalifikace pro úřad byla zrušena v roce 1828 a všechny akty vyžadující skládání přísah a prohlášení proti transsubstanciaci byly zrušeny zákonem o katolické úlevě z roku 1829. Tehdejší premiér konzervativní vlády Sir Robert Peel při zrušení zákona spolupracoval s vůdci anglikánské církve.